# Đặng Văn Robert
Đặng Văn Robert (tên tiếng Việt: Đặng Văn Việt; sinh ngày 27 tháng 8 năm 1984) là một cựu cầu thủ bóng đá người Việt Nam–Slovakia. Thời còn thi đấu anh chơi ở vị trí trung vệ.
Anh được xem là cầu thủ Việt kiều thi đấu thành công nhất tại V-League. Cụ thể, anh đã cùng Becamex Bình Dương 2 lần vô địch V-League, giành 2 Siêu cúp Quốc gia và 1 lần đoạt Cúp quốc gia.

## Xuất thân
Đặng Văn Robert có cha là người Việt và mẹ là người Slovakia.

## Sự nghiệp câu lạc bộ
Năm 2008, Đặng Văn Robert trở về Việt Nam thử việc tại Sông Lam Nghệ An, nhưng cả đôi bên đều không tìm được tiếng nói chung. Ngay sau đó, anh xin về đầu quân cho Hải Phòng, đội bóng quê hương của cha từ năm 2009 đến 2010. Đến năm 2012, anh vào miền Nam thi đấu cho Sài Gòn Xuân Thành rồi ngược ra Thanh Hóa chơi bóng tại đây 1 năm, trước khi ký hợp đồng với Becamex Bình Dương.
Ở mùa giải 2015, Robert có 14 lần được ra sân, trong đó có 3 lần đá chính và thi đấu tổng cộng 1120 phút, ghi được 2 bàn thắng, góp công vào chức địch V-League của B.Bình Dương. 
Đến mùa giải 2016, vai trò trụ cột tại B.Bình Dương của Đặng Văn Robert đã nổi bật hơn. Anh chơi 24/24 trận với tổng thời gian thi đấu là 2160 phút, nhiều nhất đội. Sau khi mùa giải kết thúc, anh đã chủ động xin thanh lý hợp đồng để đến Thái Lan và tìm kiếm một cơ hội chơi bóng tại Thai Premier League. Tuy nhiên phút cuối, Robert đã gia nhập đội bóng Thành phố Hồ Chí Minh của quyền chủ tịch Lê Công Vinh khi mà giai đoạn 1 của V-League 2017 vẫn còn hơn 1/3 chặng đường.
Cuối năm 2018, Robert quyết định rời Việt Nam để trở về Slovakia định cư.

## Sự nghiệp quốc tế
Anh từng được triệu tập lên đội tuyển quốc gia Việt Nam chuẩn bị cho các trận gặp Iraq và Thái Lan tại vòng loại World Cup 2018 nhưng không được ra sân.

## Danh hiệu
Becamex Bình Dương
- V-League 1: 2014, 2015.
- Cúp Quốc gia: 2014.
- Siêu cúp Quốc gia: 2014, 2015.